# Teódulo González Peral
Teódulo González Peral (c. 1866 - Tenerife, 8 de septiembre de 1946) fue un militar español. Siendo coronel, colaboró en el alzamiento militar que condujo a la Guerra civil española. En julio de 1936 fue nombrado comandante militar de Tenerife. En octubre de 1936 fue nombrado jefe de Estado Mayor de la Comandancia General de Canarias, puesto que ya desempeñaba en comisión.

## Biografía
Nacido en el seno de una familia acomodada, fue militar de carrera y alcanzó el grado de general de brigada. Amigo personal del general Francisco Franco Bahamonde, participó activamente en la guerra civil española desde un puesto relevante en el control provincial.

## Guerra Civil
Destinado en las Islas Canarias, participó en el Encuentro de Las Raíces, celebrado el 17 de junio de 1936.
Como comandante militar de Tenerife desde el primer momento del golpe de Estado, el 14 de agosto de 1936 pronunció un largo discurso de justificación del golpe de Estado y defensa de la continuidad de la República, discurso que terminaba con ¡Viva la República! Sin embargo, al día siguiente, el 15 de agosto, al arriar la bandera tricolor e izar la bandera rojigualda olvidó tales palabras.
El 15 de octubre de 1936 es nombrado jefe de Estado Mayor de la Comandancia General de Canarias, puesto que ya desempeñaba en comisión, a las órdenes de Ángel Dolla Lahoz, comandante general de Canarias.
Con motivo del primer aniversario del alzamiento, el coronel González Peral hizo una alocución en el Teatro Guimerá de Tenerife el domingo 18 de julio de 1937. En ella recuerda la jornada anterior al 18 de julio de 1936, así como el homenaje de la milicia canaria al general Franco en el Monte de la Esperanza del 16 de junio de 1936.